# Rense Sinkgraven
Rense Sinkgraven (Sint Jacobiparochie, 17 maart 1965) is een Nederlands dichter.

## Leven en werk
Sinkgraven werd geboren in Friesland en groeide op in het Drentse Smilde. Hij studeerde filosofie aan de Rijksuniversiteit Groningen. Hij werkte als organisator bij de Schrijversschool Groningen en was bestuurslid van de Stichting Poëziemarathon.Tegenwoordig is hij werkzaam bij het Groninger Forum.
Sinkgraven schrijft gedichten en proza, zijn werk werd in diverse bloemlezingen en literaire bladen opgenomen. Hij was stadsdichter van Groningen (2007-2009), als opvolger van Ronald Ohlsen en was lid van de stad Groninger Dichtclub. In 2005 debuteerde hij met de dichtbundel Bombloesem. Sinkgraven neemt deel aan het project De Eenzame Uitvaart, waarbij dichters voor eenzaam gestorvenen een persoonlijk gedicht schrijven.

## Dichtbundels
- 2005: Bombloesem. Groningen: Kleine Uil. 54 pagina's. ISBN 90-77487-17-4
- 2008 Sloop de stad met tedere woorden. Groningen: Kleine Uil. 47 pagina's. ISBN 978-90-77487-67-9
- 2013 Liefde is voor feestdagen. Bordeauxreeks nr 19. Dordrecht: Liverse. 66 pagina's. ISBN 978-94-9103415-2